# Hugo Bondy (Mediziner)
Hugo Bondy (* 20. August 1897 in Chlumetz an der Cidlina, Österreich-Ungarn; † 19. April 1939 in Prag) war ein tschechischer Psychiater und Sexologe jüdischer Herkunft, der sich (zusammen mit dem Anwalt František Čeřovský) bereits am Anfang der 1920er Jahre als Befürworter der Gleichberechtigung von Homosexuellen und Aufhebung der Strafbarkeit der Homosexualität engagierte.

## Leben
Hugo Bondy besuchte ein Gymnasium in Prag und studierte danach Medizin an der Karls-Universität. Er wählte bald eine Spezialisierung auf solche Gebiete der Psychiatrie, die sich mit der Sexualität beschäftigen. Am 16. Juni 1923 promovierte er an der medizinischen Fakultät der Universität. Danach unternahm er Studienaufenthalte an Magnus Hirschfelds Institut für Sexualwissenschaft in Berlin, an der Psychiatrischen Universitätsklinik Zürich unter Eugen Bleuler in Zürich u. a. Daneben interessierte sich Bondy für Alkoholismusproblematik, paralytische Demenz durch Malaria, Schizophrenie u. a.
Nachdem Bondys Bemühen, eine Stelle an der Universitätsklinik in Prag zu bekommen, gescheitert war, arbeitete er in einem privaten Sanatorium von Leopold Kramer in Prag, wo er bald zum Chefarzt wurde, später übernahm er das Sanatorium, das 1933 in "Sanatorium Bondy-Kramer" umbenannt wurde (Bondy war im Sanatorium insgesamt von 1923 bis 1939 tätig). Wie in den 1920er Jahren war er auch in den 1930er Jahren publizistisch tätig und setzte sich engagiert für die Dekriminalisierung der Homosexualität und auch der Prostitution ein. Er wollte den Religionsunterricht durch eine allgemeine laizistische Bürgererziehung ersetzen, am Rande propagierte er auch die Gleichberechtigung der Geschlechter.
Als Mitglied in der angesehenen Gesellschaft Česká lékařská společnost Jana Evangelisty Purkyně trat er mit der Forderung nach einer Neuformulierung des Strafgesetzes auf, nach der homosexuelle Beziehungen nicht mehr strafbar sein sollten, und arbeitete später auch mit entsprechenden Kommissionen des Justizministeriums zusammen. In den 1930er Jahren war er in der Weltliga für Sexualreform aktiv und war an der Gründung der tschechoslowakischen  Unterorganisation der Weltliga, der Světová liga pro sexuální reformu, beteiligt.
Nach der nationalsozialistischen Besetzung des Landes im März 1939 entschied er sich nicht für eine Flucht, sondern beantragte, auch aus Angst vor dem steigenden Antisemitismus, offiziell die Ausreise. Obwohl er für sich (nicht für seine Familie) einen Pass erhielt, entschloss er sich zum Suizid in einem Prager Hotel. Seine Ehefrau Therese (auch: Resa, Réza, Terezie) Bondy[ová], Psychoanalytikerin und Mitglied der Prager Psychoanalytischen Arbeitsgemeinschaft, wurde verhaftet, ins KZ Auschwitz deportiert und vermutlich 1941 zusammen mit ihren Kindern ermordet.